# 上桜城
上桜城（うえざくらじょう）は、徳島県吉野川市川島町桑村にあった日本の城。徳島県指定史跡。

## 概要
吉野川沿いの徳島平野地帯と四国山脈の北側、標高142mの前山に築かれた山城。旧麻植郡あり川島城から南へ約1kmに位置し、篠原長房の居城であった。城は東西に独立した新城と古城から2つの城から構成されている。城山には大きな桜林があったので城名を植桜と呼ばれたようである。

## 沿革
南北朝争乱の初期、この地域の土豪河村小四郎なる人物が、平地進出の拠点として、上桜山に砦を築いたという伝承が残るが、詳しい事は不明である。
戦国末期には、上桜城は近江国野洲郡篠原郷より下って三好氏に仕えた篠原氏の末裔・篠原長房の居城となった。
篠原長房は、三好長慶の実弟である三好実休に仕え、その死後は遺児三好長治と十河存保及び阿波細川氏の細川真之を補佐し、阿波・讃岐の軍勢を率いて各地を転戦し、畿内の三好政権を支えた。しかし元亀4年（1573年）6月、三好長治（当時20歳）、十河存保（当時19歳）、細川真之（当時34歳）が長房討伐の兵を挙げ、上桜城を攻めた。
同年7月16日、籠城継続が困難となった篠原勢は、早朝十河存保の本陣である大日寺（非現存）に突入した。篠原長房の長男・篠原長重（当時18歳）は長刀を振りかざし、十河存保がいる本陣に西門から迫ったが、背後から香西氏の家臣植松資久に討ち取られた。長房も奮闘したが敵陣の中で最期を遂げ、上桜城は落城した（上桜城の戦い）。
長房の死後、上桜城は廃され、長房討伐で功績を挙げた川島惟忠が川島城を築城した。

## 城郭

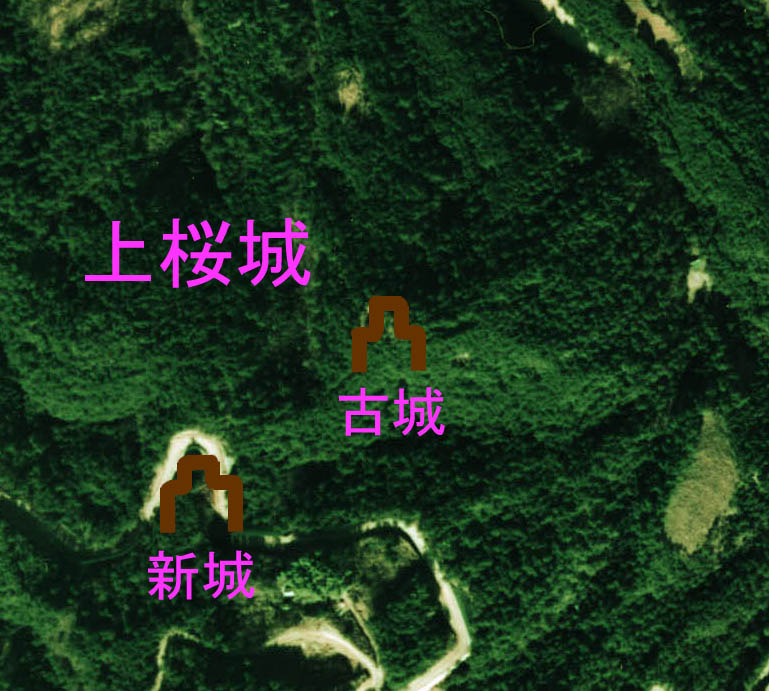
上桜城と周辺地域の空中写真/

この城は新城と古城とよばる2か所の遺構からなっている。東側の遺構、古城は尾根上の小突起に築かれ、徳島県下の中世城郭によく見られる占地に無理なく築城されている。一方、西の遺構、新城は南方から北に向かっている尾根に無理に築城されており、南と北を防御するように築かれており、古城の弱点を補完する防御のために後に新たに築城されたと考えられている。山麓には居館があったと思われるが、現在は跡形もなく「馬場屋敷」という地名のみが残っている。

### 古城

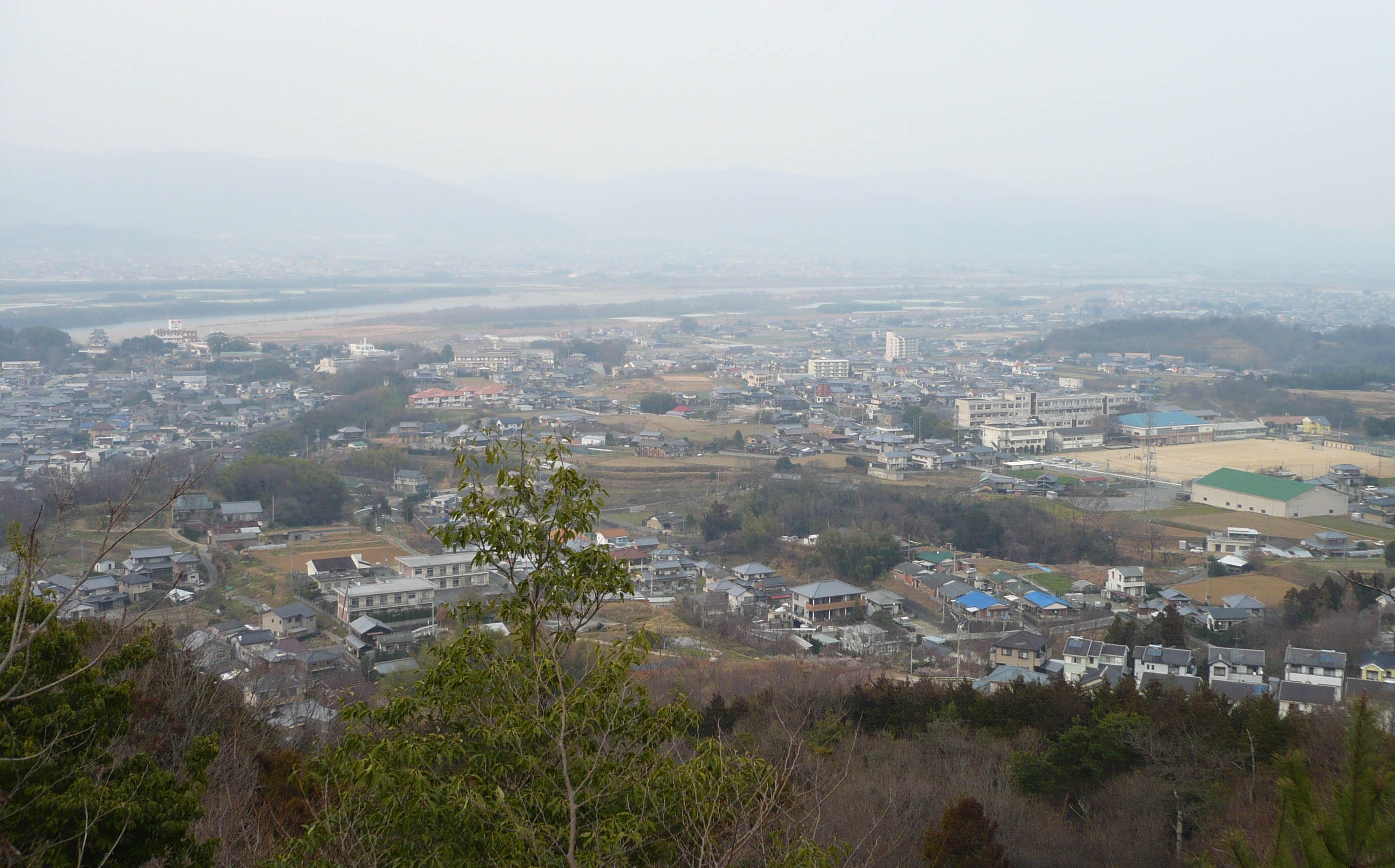
西の丸からの眺望

古城は東西の曲輪にとそれに付随する帯曲輪からなる。古城へのルートとしては、手水鉢（石製で当時のものかどうかは不明）から浅い堀切から帯曲輪を通って、虎口から下側曲輪、西の丸にいき折れ曲がるようにして上部曲輪、本丸に達するように作られている。西の丸からは川島町、吉野川が見え、徳島平野が一望できる。上桜城は堅城であるが、本丸の南側に浅い井戸が2つあるだけで、水の手には恵まれていなかった。

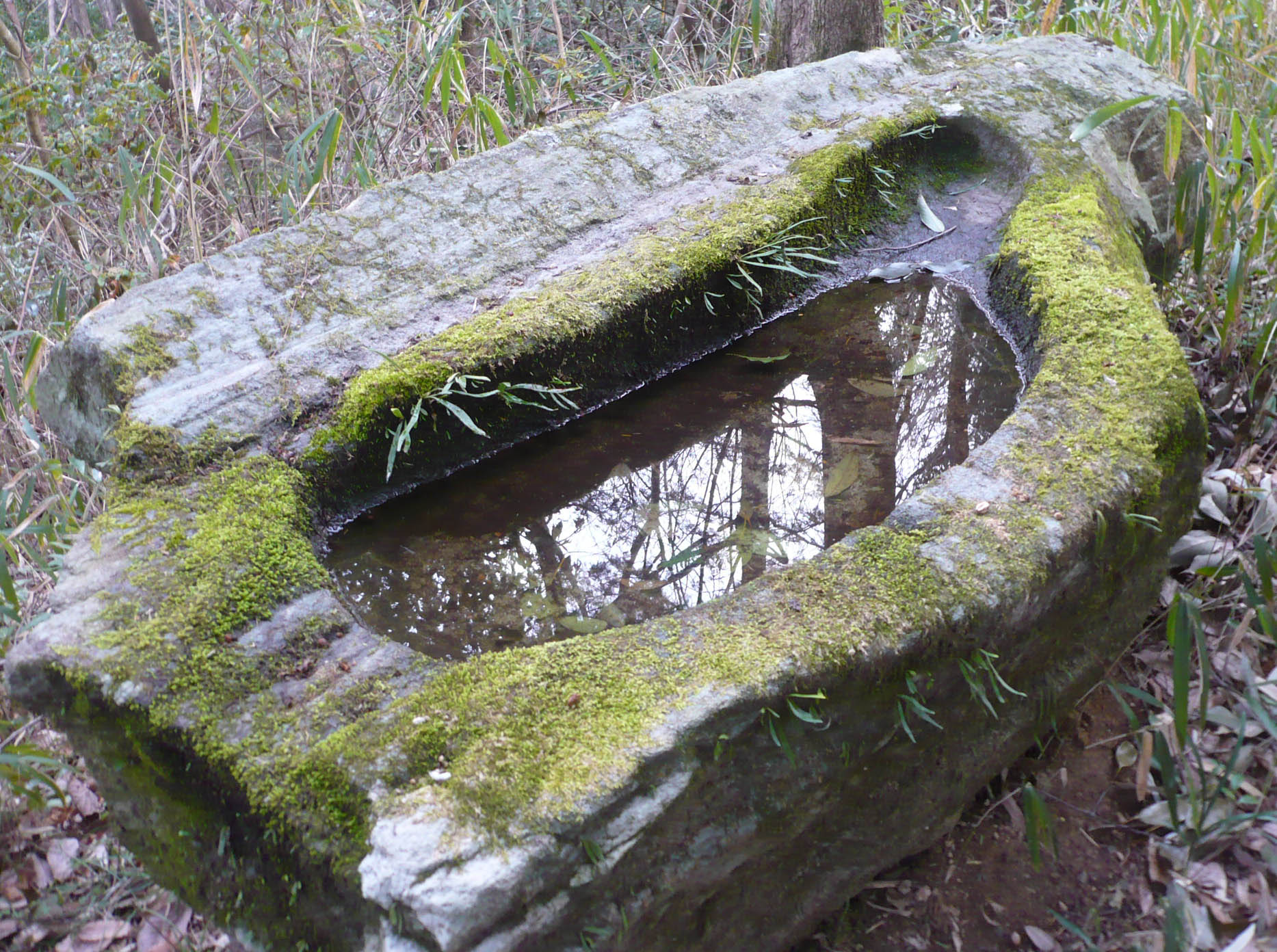
手水鉢
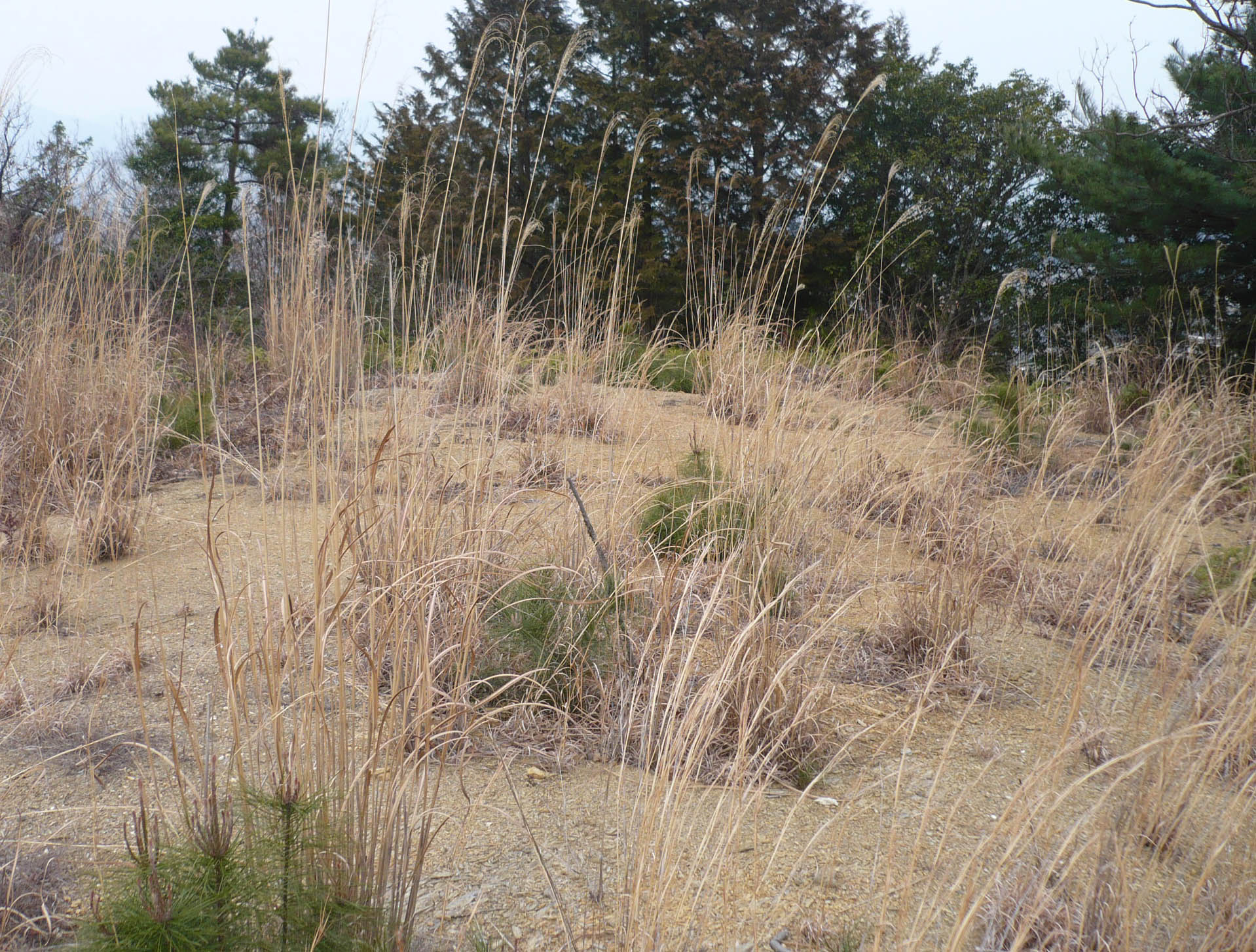
西の丸
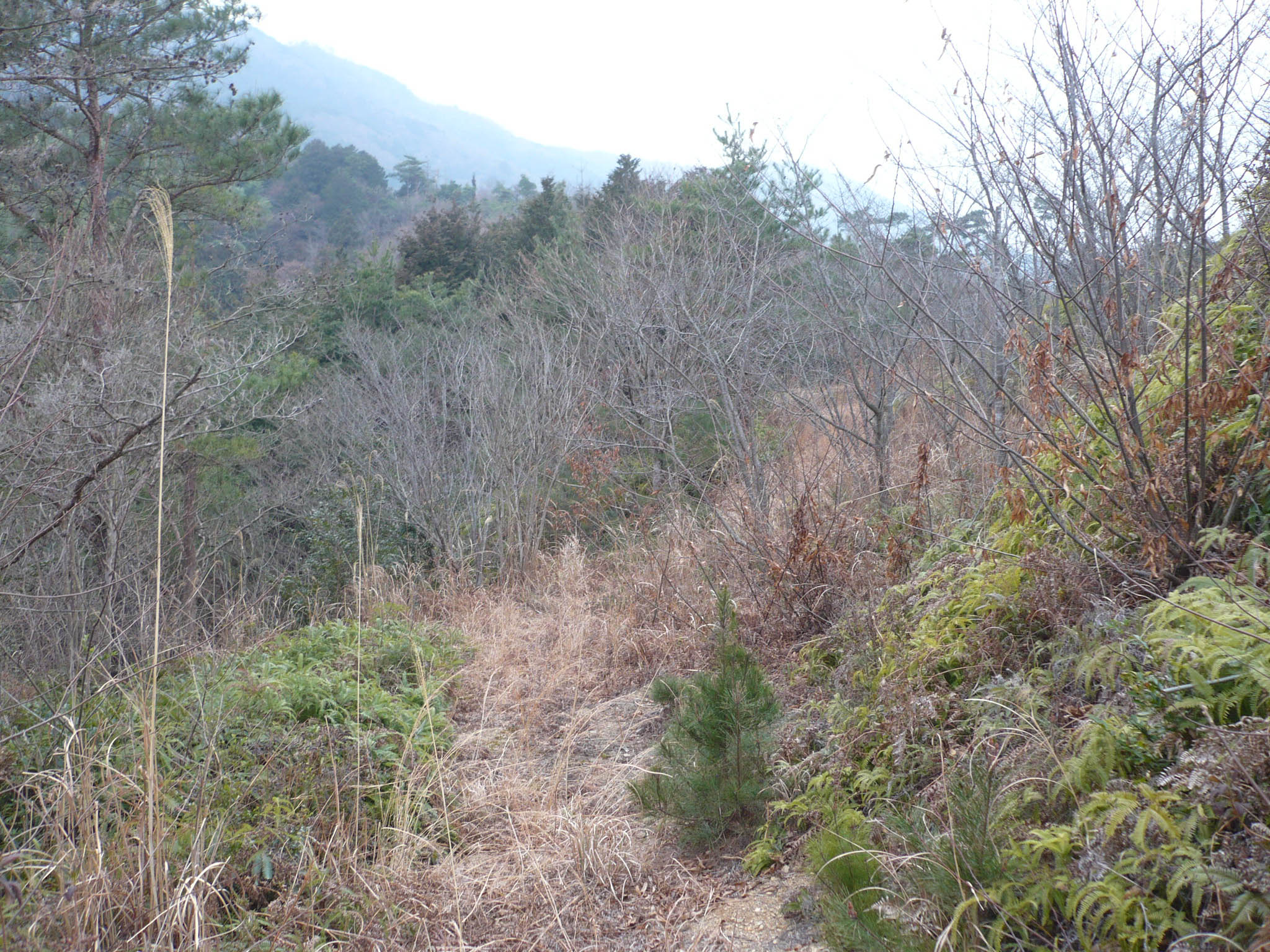
本丸下の帯曲輪

### 新城
新城は南の尾根と西の枝尾根を重点的に守るために築かれ、古城と比べて直線的な部分が多く堀も深く作りが新しい。『図説中世城郭事典』によると「元亀4年に長房が急造したものと考えられる」とし、未完にして落城した可能性を示唆している。新城の櫓台の内側には幅5m、深さ3mの空堀が掘られている。地形的な不利な位置に築城したのは、東にある谷の水源を確保し、古城の西一帯を有利にするためと考えられている。実際このような機能が有効に活用出来るのかは不明である。新城は1974年（昭和49年）の道路工事の為大きく破壊されてしまった。
|  |  |  |

## 城跡へのアクセス
- 電車でのアクセス
  - JR四国 徳島線 阿波川島駅
  - 徒歩 約40分
- 車でのアクセス

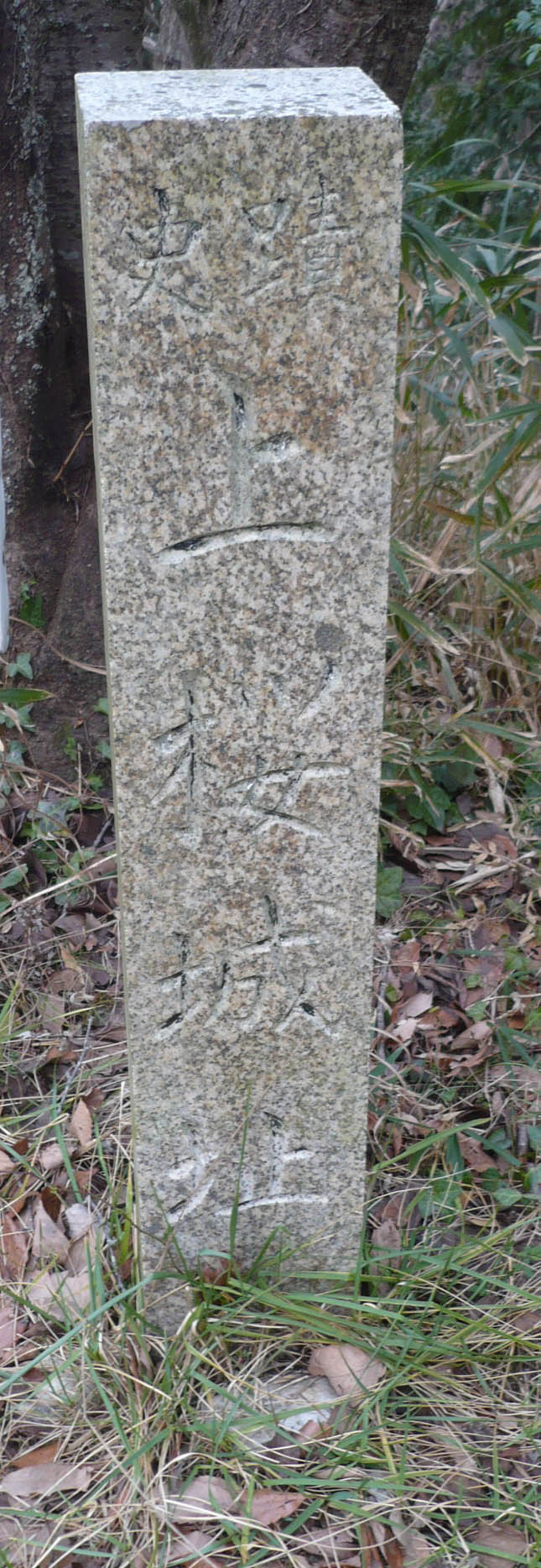
上桜城の石標

  - 徳島自動車道 土成IC → 国道318号 → 国道192号 → 徳島県道43号
  - 周辺に駐車場無し